# Поонтарат, Паяо
Пхаяо Пхунтхарат (тайск. พเยาว์ พูนธรัตน์, 18 октября 1957, Прачуапкхирикхан, Таиланд — 13 августа 2006, Бангкок, Таиланд) — таиландский боксёр.

## Спортивная карьера

### В любительском боксе
Пхаяо Пхунтхарат — первый спортсмен из Таиланда, сумевший завоевать медаль на Олимпийских играх. В возрасте 18 лет на Олимпийских играх в Монреале он завоевал бронзовую медаль, победив в трёх поединках, в том числе советского боксёра Александра Ткаченко, уступив в полуфинале.

### В профессиональном боксе
По завершении любительской карьеры, в профессиональном боксе в 1983—1984 гг он был чемпионом в наилегчайшем весе по версии WBC.

## Постспортивная деятельность
После спортивной карьеры он был членом парламента от родной провинции Прачуапкхирикхан.

## Смерть
Умер в Бангкоке от болезни Шарко.